# ABC Braga
El ABC Braga es un equipo de balonmano de la localidad portuguesa de Braga. Actualmente milita en la Andebol 1. Es el tercer club más laureado del balonmano portugués con un total de 13 títulos de liga solamente superado por el FC Oporto y el Sporting CP con 20 y 18 títulos respectivamente, siendo el logrado en la temporada 2015-16 el último conseguido hasta la fecha por el ABC.
Además, tiene el honor de haber sido hasta la fecha el único club de Portugal que ha disputado la final de la Liga de Campeones al conseguir dicho logro en la edición de 1993-94 perdiendo en la final con el Teka Santander.
Además de la sección de balonmano, el club cuenta con otras secciones deportivas de ajedrez y taekwondo y ha contado en el pasado con otras secciones deportivas de baloncesto, atletismo, hockey sobre patines, voleibol.

## Historia

### Inicios
El club se fundó el 29 de diciembre de 1933 como club de baloncesto. 

## Palmarés
- Liga de Portugal: 13
  - Temporadas: 1987, 1988, 1991, 1992, 1993, 1995, 1996, 1997, 1998, 2000, 2006, 2007, 2016

- Copa de Portugal: 12
  - Temporadas: 1990, 1991, 1992, 1993, 1995, 1996, 1997, 2000, 2008, 2009, 2015, 2017

- Supercopa de Portugal: 6
  - Temporadas: 1991, 1992, 1993, 1996, 1999, 2015

- EHF Challenge Cup: 1
  - Temporada: 2016